# Fulham FC
A Fulham Football Club egy angol futballcsapat London délnyugati részén, Fulhamben. 1879-ben (október 19.) alapították, tehát 2004-ben volt 125 éves a klub. Jelenleg az angol labdarúgás első osztályában szerepelnek, azok után hogy 2018–19-es szezonban a 19. helyen végeztek és kiestek a másodosztályba. A Fulham a legrégebbi londoni profi klub (létezik egy Cray Wanderers nevű csapat, melyet 1860-ban hoztak létre, de az fél-profi státuszban van).
Az 1960-as évek legnagyobb részét az élvonalban töltötték, de komolyabb sikert máig nem értek el. 1975-ben, másodosztályúként bejutottak az FA-kupa döntőjébe, de kikaptak a West Ham Unitedtől. 2002-ben az UEFA-Kupába is bejutottak, miután az Intertotó-kupában legyőzték a Bolognát. Európa második legrangosabb nemzetközi kupasorozatából a Hertha Berlin ellen estek ki. Az 1990-es évek közepén egy rövid időszakot a negyedosztályban is eltöltöttek, de a 2000-es évek elejére látványosan megerősödtek.
Stadionjuk 1896 óta a Craven Cottage, mely a Temze folyó partján található. Két évet a Loftus Roadon is eltöltöttek, mikor a Craven Cottage-et felújították, hogy megfeleljen a Premier League kritériumainak. A csapat edzőpályája a Motspur Park közelében található. Itt van még a Fulham ifiakadémiája és a tartalékok kis stadionja is. A Fehérek női csapata is itt játszott, amíg meg nem szüntették (azóta a klubtól függetlenül újra megalakult).
A Fulham a 2007/08-as szezon utolsó napján, a Portsmouth legyőzésével maradt bent a Premier League-ben.
(Utolsó 3 fordulóban 9 pontot szereztek, ez Great Escape néven maradt fent a csapat történetében) Az Európa Liga első, 2009-10-es kiírásának a döntőjéig menetelt, de ott az Atlético Madrid bizonyult jobbnak. A 2017-18-as szezonban a Derby Country-t győzték le a rájátszásban, majd 2018.május 28-án, a Wembley Stadionban 85.000 néző előtt 1:0 arányban verték az Aston Villa csapatát, így ismét visszajutottak a Premier League-be, de ott csak egy évet töltöttek el. A 2019-2020-as szezonban a Cardiff Cityt és a Brentfordot legyőzve egy év után visszajutottak az első osztályba, de onnan ismét kiestek egyből. A 2021-2022-es szezonban ismét feljutottak a Premier Leauge-be, ráadásul bajnokként.

## Klubtörténet

### 1879–1898: Amatőr évek
A Fulhamet 1879-ben hívők alapították Fulham St Andrew's Church Sunday School néven. 1887-ben a csapat megnyerte a Nyugat-Londoni Amatőr Kupát, egy évvel később rövidítették le nevüket a mostani formájára. 1893-ban először indultak a Nyugat-Londoni Ligában, melyet rögtön meg is nyertek. Első saját mezük félig piros, félig fehér volt és az 1886/87-es idényben vezették be. 1896-ban költöztek a Craven Cottage-re, a stadionavatót egy ma már nem létező csapat, a Minerva ellen játszották.

### 1898–1907: Southern League
1898. december 12-én a Fehérek profivá váltak és beléptek a Southern League (Déli Liga) másodosztályába. A Southern League-nek két lépcsője van, melyek ma a heted- és nyolcadosztálynak felelnek meg. Ekkor a játékosok olyan mezeket viseltek, melyek ma leginkább az Arsenaltól megszokottak. Az 1902/03-as idényben bejutottak a Southern League első osztályába, ekkor teljesen fehér szerelésre váltottak. Kétszer is megnyerték az SL-t, 1906-ban és 1907-ben.

### 1907–1949: Belépés a Labdarúgó Ligába
A második Souther League-sikert követően a csapat belépett az Angol Labdarúgó Ligáa (The Football League). A másodosztályba sorolták őket és 1907. szeptember 3-án lejátszották első meccsüket, melyen 1-0-ra kikaptak a Hull Citytől. Az első győzelemre mindössze négy napot kellett várni, a Fulham 1-0 arányú sikert aratott a Derby County ellen idegenben. Első szezonjukban negyedikek lettek, mindössze három ponttal lemaradva a feljutást érő második helyről. Ennek alapján mindenki jobb folytatást várt, de sokáig ez maradt a legjobb szezonjuk ebben az osztályban. Az 1927/28-as idényben 42 meccsükből mindössze 13-at nyertek meg és kiestek a harmadosztály déli csoportjába.
Az 1907/08-as szezon egyik legjobb meccse fulhami szempontból a Luton Town 8-3-as legyőzése volt az FA-kupában Ekkor a gárda az elődöntőbe is bejutott, de ott megalázó, 6-0-s vereséget szenvedtek. 1910-ben megnyerték a London Challenge Cupot.
Ebben az időszakban a klub elnöke, az üzletember és politikus Henry Norris akaratán kívül hozzájárult a később nagy riválissá vált Chelsea megalapításában. Egy Gus Mears nevű üzletember szerette volna arra a helyre költöztetni a Fulhamet, ahol ma a Stamford Bridge, a Kékek stadionja áll, de Norris ezt elutasította. Mears ekkor úgy döntött, megalapítja saját csapatát, így alakult meg a Chelsea.
A londoniak negyedik próbálkozásra, az 1931/32-es évadban megnyerték a harmadosztály déli csoportjának küzdelmeit és feljutottak a második vonalba. Menetelésük során 111 pontot gyűjtöttek és 10-2-re verték a Torquay Unitedet. Kis híján rögtön az élvonalig szárnyaltak, de harmadikok lettek a Tottenham Hotspur és a Stoke City mögött. Ezt követően váltakozó eredmények követték egymást, közben egyszer ismét eljutottak az FA Kupa elődöntőjébe. 1938. október 8-án regisztrálták a máig legtöbb nézőt a Craven Cottage-en, az aznap rendezett Millwall elleni meccsre 49 335-en zsúfolódtak össze a lelátókon.
1939-ben kitört a második világháború, ami miatt a hivatalos bajnokságok szüneteltek. A harcok utáni első teljes idény az 1946/47-es volt. Az 1948/49-es szezonban a Fulham a másodosztály bajnoka lett és így feljutott az élvonalba.

### 1949–1969: a Fulham az élvonalban
A feljutás után elkeserítő eredmények következtek, előbb 17., majd 18. lett a gárda. Harmadik élvonalbeli szezonját pedig utolsóként zárta, így kiesett. 1951. május 20-án első alkalommal léptek pályára Észak-Amerikában, akkor egy labdarúgást népszerűsítő meccset játszottak a Celtic ellen Montréalban, 29 000-es tömeg előtt.
Néhány, Second Divisionban eltöltött év után a csapat 1958-ban bejutott az FA-kupa elődöntőjébe, de ott, immár harmadszor kikaptak. Az 1958/59-es idény hozta meg a várva-várt feljutást. Ebben az időben igazolták le Graham Leggatot, aki 277-szer lépett pályára a fehérmezeseknél és 134 gólt szerzett, ezzel ő lett a klub ötödik legtöbb gólt szerző játékosa. 1960-ban 10. helyen zárták a pontvadászatot, ami egészen 2004-ig érvényes rekord volt (a 2003/04-es szezonban kilencedikek lettek).
Ezekben az években szinte mindig több, mint 30 000-en látogatták a Craven Cottage-en rendezett meccseket, annak ellenére, hogy a csapat szenvedett. Többször is látványosan menekültek meg a kieséstől, az egyik legemlékezetesebb az 1956/66-os szezon hajrája volt. 1966. február 26-án még csak 15 pontjuk volt 29 meccsből, az utolsó 13 meccsükből viszont 9-et megnyertek és 2-t döntetlenre adtak és ez elég volt a bent maradáshoz. 1968-ban már nem volt ilyen szerencséjük és kiestek, majd ezt követően rögtön még egy osztályt zuhantak, így a harmadik vonalban találták magukat.
Ha a Fulham történelméről van szó, nem lehet kihagyni Johnny Haynes nevét, aki a csapat egyik ikonja volt, gyakran "Mr. Fulham"-ként is emlegetik. 1950-ben, még tanulóként került a Craven Cottage-re és 1952 karácsonyán mutatkozhatott be a Southampton ellen. Haynes további 18 éven keresztül volt a klub játékosa és 657 meccsen lépett pályára. 1970. január 17-én játszotta búcsúmeccsét. Őt tartják az FFC valaha volt legkiválóbb játékosának. Az angol válogatottba is többször meghívták, de 1962-es autóbalesete után nem tudott olyan formába kerülni, mint előtte, így az 1966-os vb-re sem hívták meg. 2005-ben ismét autóbalesetet szenvedett, melyben életét vesztette.

### 1970–1994: Változó sikerek az élvonalon kívül
A harmadosztályból az 1970/71-es szezonban jutottak fel a Fehérek másodikként. Megszerezhették volna történetük legnagyobb trófeáját az 1975-ös FA Kupa-döntőben, de ott 2-0-s vereséget szenvedtek a West Ham Unitedtől. Az 1970-es évek közepén több elismert játékost igazoltak le, például Alec Stockot, Alan Mulleryt és Bobby Moore-t.
A kupában való menetelés során a Fulham 11 meccs alatt jutott el a döntőbe, melyre a Wembley Stadionban került sor. Ekkor íródott a Viva el Fulham kezdetű szurkolói dal, melyet máig játszanak és énekelnek a meccseken. 1974-ben a Fulham-Milwall meccs volt az első brit találkozó, melyet vasárnap játszottak le.
A teljesítmény ismét romlani kezdett és az 1979/80-as szezonban a londoniak mindössze 11 meccset nyertek meg a maximális 42-ből, így kiestek a harmadosztályba. Ekkor Bobby Campbell menedzsert kirúgták és helyére Malcolm Macdonald került. Az 1980-as évek felében meglehetősen erős kerete volt a Fulhamnek, így nem csoda, hogy az 1981/82-es szezonban visszajutottak a Second Divisionba. 1980-ban a vezetőség megalapította Harlequins Rugby League nevű rögbi bajnokságot a bevételek növelése érdekében.
Nem sok kellett volna ahhoz, hogy visszajussanak az élvonalba is, de az 1982/83-as idény utolsó meccsén kikaptak a Derby Countytól. A találkozót egyébként a 88. percben félbe kellett szakítani, mivel a szurkolók berohantak a pályára. A klub adósságai egyre növekedtek, így meg kellett válnia legjobbjaitól, ezért senki nem lepődött meg az 1986-os kiesésen. 1987-ben kis híján tönkre ment a csapat, az is felmerült, hogy esetleg egyesülnek a QPR-ral, de ez nem történt meg. Végül egy korábbi játékos, Jimmy Hill segített a gárdának elkerülni a megszűnést.
1992-ben megalakult a Premier League, ekkor az FFC a harmadosztályban volt, melyet Third Divisionról Secon Divisionra neveztek át. Ezért több szurkoló is azzal viccelődött, hogy a csapat játék nélkül egy osztállyal feljebb került. Azonban 1994-ben innen is kiestek és a liga legalsó osztályába, a negyedosztályba kerültek.

### 1994–1996: A leggyengébb időszak
Ivan Branfoot lett a Fehérek új menedzsere, aki első szezonjában nyolcadik helyig vezette csapatát. Ezt követte a valaha volt legrosszabb szezonjuk, az 1995/96-os, amikor mindössze a 17. helyet érték el. Az idény közben egyszer a Torquay Unitedtől is kikaptak, akik a legutolsó helyen álltak, bár ekkor a Fulham utolsó előtti volt. Branfoot hamar távozott a menedzseri posztról, de a klubnál maradt, egyéb feladatokra ellátva.
1996 februárjában az egyik akkori játékost, Micky Adamst nevezték ki menedzserré, ekkor kezdett újjászületni a csapat új időszámítás kezdődött a Craven Cottage-en. Adams először a kieséstől való félelmet hárította el, majd az 1996/97-es szezonban második helyen feljuttatta a fehérmezeseket. A mai rendszerben bajnokok lettek volna, mivel ugyanannyi pontjuk volt, mint a Wigannek és jobb volt a gólkülönbségük is, de ekkor még az számított, hogy ki lőtte a több gólt, ebben pedig a Latics bizonyult jobbnak.

### 1997–2001: Az al-Fájed alatti feltámadás
Az egyiptomi milliomos, Mohammed al-Fájed az 1997/98-as évad előtt felvásárolta a csapatot és kirúgta Adamst egy gyenge rajt után. A tulajdonos nagynevű mesterekből szervezte meg klubja szakmai stábját és azt a célt tűzte ki, hogy öt éven belül már a Premier League-ben legyenek.
Az addigi vezetőedzőnek, Ray Wilkinsnek 1998 májusában távoznia kellett, feladatát Kevin Keegan vette át, aki az 1998/99-es szezonban a lehetséges 138-ból 101 pontot gyűjtött a csapattal, így a feljutás igen látványosra sikerült. Ebben az időben Chris Coleman volt a csapatkapitány és a legdrágább, első két osztályon kívüli játékos. Keegan távozott, hogy az angol válogatott szövetségi kapitánya legyen, ekkor al-Fájed a veterán játékost, Paul Bracewellt ültette le a kispadra.
Bracewellnek 2000 márciusában mennie kellett, miután a jó kezdet után látványosan javult a Fulham formája. Érkezett a francia Jean Tigana, aki több tehetséges fiatalt is leigazolt, például Louis Sahát. A 2000/01-es szezonban a Fehérek öt szezonon belül harmadszor ünnepeltek feljutást. 1968 után tehát először jutottak fel a legmagasabb osztályba, ráadásul nem öt, ahogy al-Fájed tervezte, hanem mindössze négy évre volt szükség ehhez. Közben Chris Coleman autóbalesetet szenvedett, ami miatt be kellett fejeznie profi karrierjét.

### 2001–2003: Bemutatkozás a Premiershipben
Néhány szkeptikuson kívül mindenki azt várta, hogy a Fulham tulajdonképpen gond nélkül bent marad az élvonalban, a legbátrabbak UEFA-Kupát vagy Bajnokok Ligáját érő helyezésekről beszéltek. Végül a tiszteletre méltó 13. pozíciót kaparintották meg. A 2002/03-as idényben veszélyesen közel kerültek a kieséshez, ekkor Al-Fayed úgy döntött, nem hosszabbítja meg Tigana szerződését. Távozás előtt a francia mester még megdöntötte az átigazolási klubrekordot Steve Marlet megszerzésével, aki 11,5 millió fontba került.

### 2003-tól napjainkig

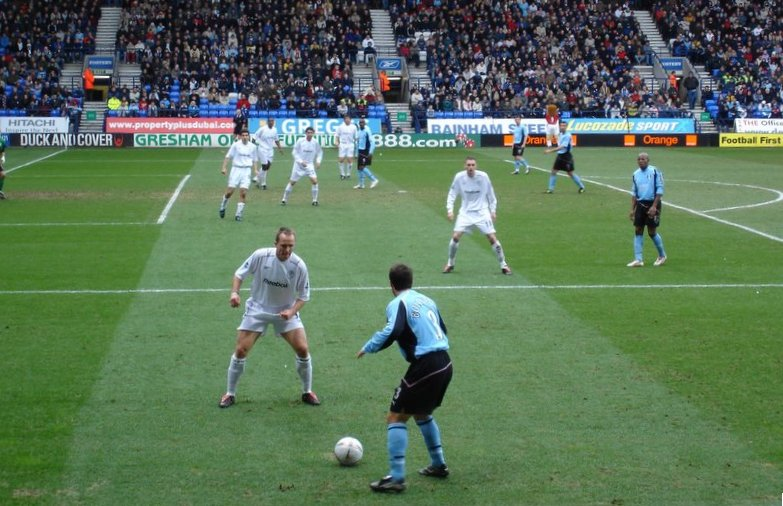
A Fulham (világoskékben) a Bolton ellen az FA Kupában, 2005-ben

Tigana távozása után Coleman vette át az irányítást a Craven Cottage-en, aki előbb 13., majd 12. helyig vezette a fehérmezeseket, közben Louis Saha a Manchester Unitedhez került. Ő lett az FFC legdrágábban eladott játékosa 13 millió fonttal. A 2005/06-os idény során több szép eredményt is elértek, például 6-1-re verték a West Bromwichot, legyőzték a rivális Chelsea-t és Liverpoolt is.
A 2006/07-es idény nem is kezdődhetett volna szörnyebben, rögtön az első fordulóban 5-1-es vereséget szenvedtek a Manchester Unitedtől. Ennek eredményeképp a fogadóirodák a Fulham kiesését tartották a legvalószínűbbnek. A januári átigazolási időszakban Coleman leigazolta Alekszej Szmertyint, Clint Dempsey-t, Simon Daviest és kölcsönvette Vincenzo Montellát az AS Romától. 2007. április 10-én rossz eredmények sorozata után felbontották Coleman szerződését.
Lawrie Sanchez vette át az irányítást, Coleman kirúgása után nem sok jel mutatott a fejlődésre, de a 2007/08-as szezon első meccsén kis híján sikerült legyőzniük a bajnokesélyes Arsenalt. David Healy már az első percben megszerezte a vezetést, de Robin van Persie egyenlített, Alexander Hleb pedig a 90. percben belőtte a győztes találatot. 2007 decemberében a fehérmezesek a kiesőzónában voltak, így Sancheznek mennie kellett.
Az új menedzser Roy Hodgson lett, aki azt a feladatot kapta, hogy tartsa bent a gárdát. Az új mester egy Bolton elleni döntetlennel kezdett, de öt nap múlva, az Aston Villa ellen első sikerét is begyűjtötte. Ezt egy újabb siker követte, a BL-be jutásért küzdő Everton ellen. A döntés azonban az utolsó fordulóra maradt, ahol Danny Murphy fejesével a Fehérek 1-0 arányban megverték a Portsmouth-t, így sikerült bent maradniuk.
Gera Zoltán a magyar válogatott csapatkapitánya 2008-ban elfogadta a Fulham FC ajánlatát, melynek értelmében 3+1 évre elkötelezte magát a dél-londoni klubhoz.
A klub a 2008-2009-es idényben a 7. helyet szerezte meg amellyel kiharcolta az Európa-liga szereplést.
A klub a 2009-2010-es szezonban a bajnokságban a középmezőnyben tanyázott, viszont az Európa-ligában látványos menetelésbe kezdtek, kiverték többek között a Juventust és a Hamburgot is, és a döntőbe jutottak, ahol azonban az Atlético Madrid Forlán duplájával 2-1-es győzelmet aratott. A klub kulcsemberei ebben a szezonban a center Bobby Zamora és az árnyék-ék Gera Zoltán.

## Nemzetközi kupaszereplés
| Szezon         | Esemény   | Forduló                  | Ellenfél        | 1. mérk. | Visszav. | Össz.     |
| -------------- | --------- | ------------------------ | --------------- | -------- | -------- | --------- |
| Intertotó-kupa | 2002      | 2. forduló               | FC Haka         | 0–0      | 1–1      | 1–1 (ilg) |
| Intertotó-kupa | 2002      | 3. forduló               | PAE Egáleo      | 1–0      | 1–1      | 2–1       |
| Intertotó-kupa | 2002      | Elődöntő                 | Sochaux         | 1–0      | 2–0      | 3–0       |
| Intertotó-kupa | 2002      | Döntő                    | Bologna         | 2–2      | 3–1      | 5–3       |
| UEFA-kupa      | 2002–2003 | 1. forduló               | Hajduk Split    | 1–0      | 2–2      | 3–2       |
| UEFA-kupa      | 2002–2003 | 2. forduló               | Dinamo Zagreb   | 3–0      | 2–1      | 5–1       |
| UEFA-kupa      | 2002–2003 | 3. forduló               | Hertha BSC      | 1–2      | 0–0      | 1–2       |
| Európa-liga    | 2009–2010 | selejtező, 3. forduló    | FK Vėtra        | 3–0      | 3–0      | 6–0       |
| Európa-liga    | 2009–2010 | selejtező, rájátszás     | Amkar Perm      | 3–1      | 0–1      | 3–2       |
| Európa-liga    | 2009–2010 | csoportkör               | CSZKA Szofija   | (i) 1–1  | (i) 1–1  | (i) 1–1   |
| Európa-liga    | 2009–2010 | csoportkör               | FC Basel        | (o) 1–0  | (o) 1–0  | (o) 1–0   |
| Európa-liga    | 2009–2010 | csoportkör               | AS Roma         | (o) 1–1  | (o) 1–1  | (o) 1–1   |
| Európa-liga    | 2009–2010 | csoportkör               | AS Roma         | (i) 1–2  | (i) 1–2  | (i) 1–2   |
| Európa-liga    | 2009–2010 | csoportkör               | CSZKA Szofija   | (o) 1–0  | (o) 1–0  | (o) 1–0   |
| Európa-liga    | 2009–2010 | csoportkör               | FC Basel        | (i) 3–2  | (i) 3–2  | (i) 3–2   |
| Európa-liga    | 2009–2010 | egyenes kieséses szakasz |                 |          |          |           |
| Európa-liga    | 2009–2010 | FK Sahtar Doneck         | (o) 2–1         | (o) 2–1  | (o) 2–1  |           |
| Európa-liga    | 2009–2010 | Sahtar Doneck            | (i) 1–1         | (i) 1–1  | (i) 1–1  |           |
| Európa-liga    | 2009–2010 | Juventus FC              | (i) 1–3         | (i) 1–3  | (i) 1–3  |           |
| Európa-liga    | 2009–2010 | Juventus                 | (o) 4–1         | (o) 4–1  | (o) 4–1  |           |
| Európa-liga    | 2009–2010 | VfL Wolfsburg            | (o) 2–1         | (o) 2–1  | (o) 2–1  |           |
| Európa-liga    | 2009–2010 | VfL Wolfsburg            | (i) 1–0         | (i) 1–0  | (i) 1–0  |           |
| Európa-liga    | 2009–2010 | Hamburger SV             | (i) 0–0         | (i) 0–0  | (i) 0–0  |           |
| Európa-liga    | 2009–2010 | Hamburger SV             | (o) 2–1         | (o) 2–1  | (o) 2–1  |           |
| Európa-liga    | 2009–2010 | döntő                    | Atlético Madrid | 1–2      | 1–2      | 1–2       |

Összesítés
| Esemény        | M   | Gy | D  | V | Lg  | Kg  | Gk  |
| -------------- | --- | -- | -- | - | --- | --- | --- |
| Európa-liga    | 015 | 08 | 4  | 3 | 018 | 011 | 0+7 |
| UEFA-kupa      | 06  | 03 | 2  | 1 | 09  | 05  | 0+4 |
| Intertotó-kupa | 09  | 04 | 4  | 1 | 11  | 06  | 0+5 |
| Összesen       | 30  | 15 | 10 | 4 | 38  | 22  | +16 |

M = Lejátszott mérkőzések; Gy = Győzelmek; D = Döntetlenek; V = Vereségek; Lg = Lőtt gólok; Kg = Kapott gólok; Gk = Gólkülönbség

## Stadionok
1879 és 1896 között a csapat nem rendelkezett saját otthonnal, így kényszerűségből rengeteg különböző pályán kényszerült a mérkőzéseit lejátszani. Ezekben az években többször előfordult, hogy csak egy füves terület szolgált a mérkőzés helyszínéül, emiatt nem ismerjük pontosan ezt az időszakot. Az alábbi listán is több ilyen helyszín szerepel.
Mikor 1894-ben megvásárolták a mai Cravan Cottage területét még két évig kellett várniuk, mire játszhattak ott.
- 1879 Hurlingham Park, Fulham (valószínűleg a legelső mérkőzés helyszíne)
- 1879–1883 – Star Road, West Kensington
- 1883–1884 – Eel Brook Common, Fulham
- 1884–1885 – Lillie Rec, Fulham
- 1885–1886 – Putney Lower Common, Putney
- 1886–1888 – Ranelagh House, Fulham
- 1888–1889 – Barn Elms Playing Fields, Barnes
- 1889–1891 – Parsons Green, Fulham and Roskell's Fields
- 1891–1895 – Half Moon, Putney
- 1895–1896 – Captain James Field, West Brompton
- 1896–2002 – Craven Cottage, Fulham
- 2002–2004 – Loftus Road, Shepherd's Bush (A Queens Park Rangerssel közösen használták, amíg a Craven Cottage-ot felújították)
- 2004 óta – Craven Cottage  ( 2019 nyarától a Riverside nevű lelátó felújítása kezdődött, a teljes oldal újjá lesz építve )